# Ortutay Tivadar
Ortutay Tivadar (Hegygombás, 1898. november 6. – Veszprém, 1999. január 4.) katonai tolmács, számvevőségi főtanácsos, idegenvezető.

## Élete
A gimnáziumi érettségi után az orosz és az olasz fronton harcolt. A két háború közötti időszakban Magyarországon, Németországban és Csehszlovákiában élt. A második világháborúban, több szláv nyelv kitűnő ismerőjeként, magasabb katonai egységeknél tolmácsként szolgált. Horthy István kormányzóhelyettes, repülőfőhadnagy mellett volt személyi tolmács és segédtiszt. A háború végén polgári alkalmazottként került Veszprémbe, ahol tisztviselőként, tolmácsként és idegenvezetőként dolgozott.
Századik születésnapján tartalékos alezredesi címet és több kitüntetést kapott. Levélben köszöntötte Göncz Árpád elnök. Életútja önálló köteteiből ismerhető meg.

## Művei
- 1989 Két világháború sodrában. Veszprém.
- 1993 Menekülés. Veszprém.

## Külső hivatkozások
- Almádi, Zirc és Veszprém (megye) helytörténeti wiki